# Andrija Štampar
Andrija Štampar, hrvaški pedagog, zdravnik, * 1. september 1888, Brodski Drenovac, † 26. junij 1958, Zagreb.
Štampar je bil rektor Univerze v Zagrebu v študijskem letu 1945/46 ter profesor na Medicinski fakulteti.